# Jordi Masip
Jordi Masip López, né le 3 janvier 1989 à Sabadell dans la province de Barcelone, est un footballeur espagnol qui évolue au poste de gardien de but.

## Biographie

### Carrière en Club

#### Formation à La Masia et Débuts avec le Barça
Formé à La Masia, le centre de formation du FC Barcelone, Jordi Masip joue en 2008 avec les juniors A.
En 2009, il est le troisième gardien du FC Barcelone B derrière Rubén Miño et Oier Olazábal. Il débute en décembre 2009, en Deuxième division B. En 2010, il joue deux matchs en Deuxième division. En 2013, il est parfois convoqué par Tito Vilanova lors de quelques matchs de l'équipe première du FC Barcelone. Lors de la saison 2013-2014, il est le titulaire indiscutable du FC Barcelone B.

#### Promotion en équipe première du Barça
En mai 2014, il est promu troisième gardien du FC Barcelone avec l'arrivée de Luis Enrique au poste d'entraîneur.
Masip débute officiellement en équipe première le 16 décembre 2014 lors du match retour des 16es de finale de la Coupe d'Espagne au Camp Nou face au SD Huesca (victoire 8 à 1). Il joue son premier match en première division le 23 mai 2015 lors de la dernière journée de championnat face au Deportivo La Corogne (2 à 2), alors que Barcelone est déjà champion. Il disputa, à cette occasion, quelques minutes aux côtés de Sergio Busquets, le mythique milieu défensif qui quittera le FCB quelques années plus tard, en Juin 2023, tel que Joan Laporta l'a annoncé en Décembre 2022. 
Il quitte le Barça en juin 2017 et signe au Real Valladolid.

## Palmarès

### En club
Avec son club formateur du FC Barcelone, il est champion d'Espagne en 2015 et remporte la Coupe d'Espagne en 2015.